# Kempsford
Kempsford é uma paróquia e aldeia do distrito de Cotswold, no condado de Gloucestershire, na Inglaterra. De acordo com o Censo de 2011, tinha 1123 habitantes. Tem uma área de 17,31 km².